# Droga krajowa nr 15 (Polska)

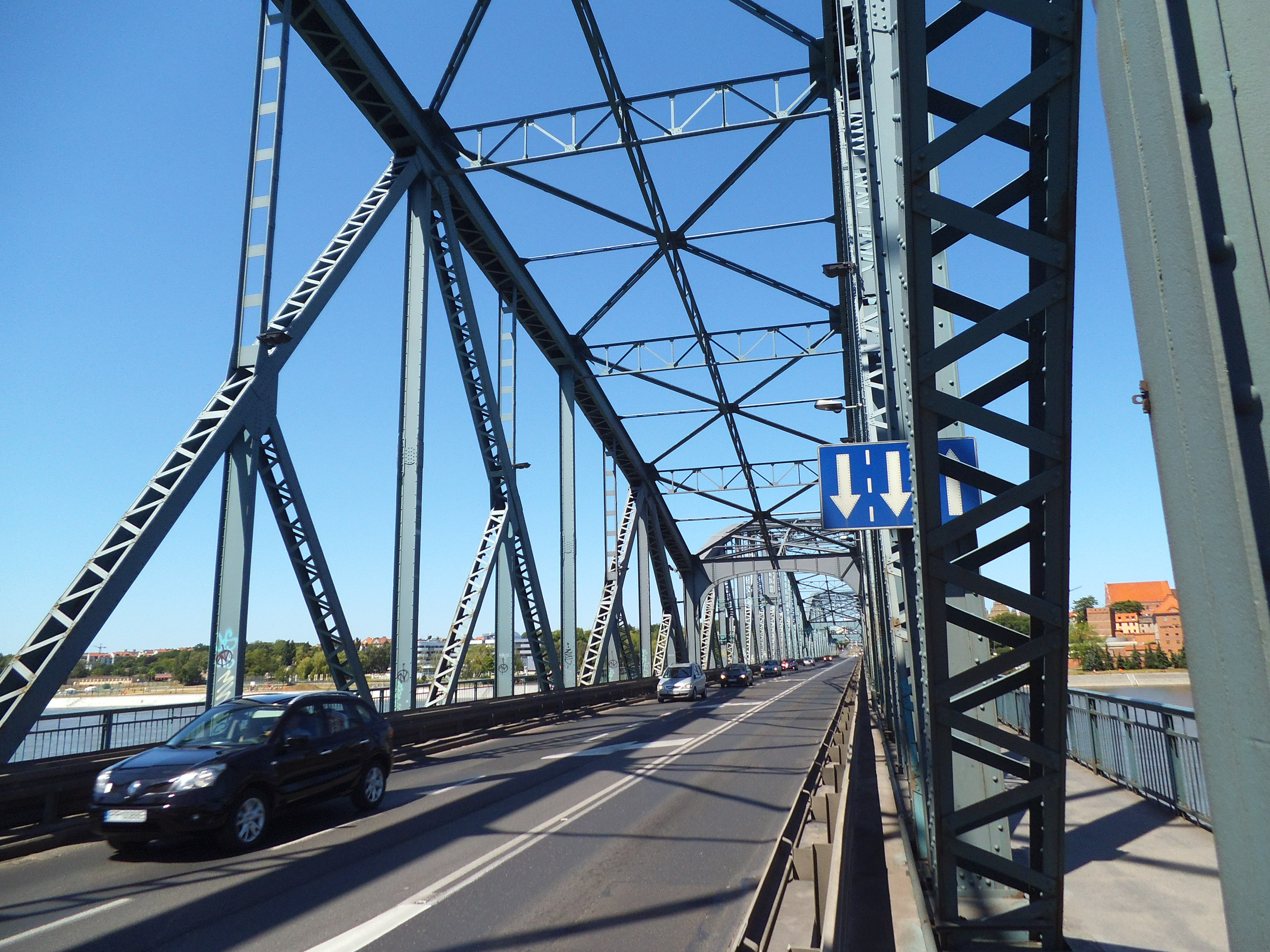
Most drogowy im. Józefa Piłsudskiego w Toruniu na drodze krajowej nr 15

Droga krajowa nr 15 – droga krajowa klasy G oraz klasy GP o długości 374 km łącząca Trzebnicę z Ostródą. Przebiega przez województwa: dolnośląskie, wielkopolskie, kujawsko-pomorskie i warmińsko-mazurskie. Na odcinku Trzebnica – Gniezno może być alternatywą dla drogi krajowej nr 5 z ominięciem Poznania. Dalej wiedzie przez tereny rolnicze Kujaw, następnie ziemi chełmińskiej i na końcu Mazur. We Wrześni bezkolizyjnie przecina autostradę A2 (zjazd poprzez krzyżującą się w okolicy drogę nr 92).

## Klasa drogi
Droga posiada parametry klasy G na odc. Trzebnica – Jarocin – Września – Gniezno oraz parametry klasy GP na dalszym przebiegu z Gniezna przez Inowrocław, Toruń do Ostródy.

## Historia numeracji
Trasa na przestrzeni lat posiadała różne oznaczenia i klasyfikacje:

| Numer | Przebieg | Lata obowiązywania               | Źródło | Uwagi |
| ----- | --- | -------------------------------- | --- | --- |
| ?     | (Militsch (Milicz) –) granica państwowa – Krotoszyn – Jarocin | lata 30. – 1952 (?)              | Zygmunt Jaworski, Alojzy Świkla, Wacław Pastwa, Mapa samochodowa Polski (stan dróg) na rok 1939/40, Warszawa: Tadeusz Musiał, 1939. Brak numerów stron w książce | - nieznana numeracja - odcinek z Trzebnicy do Milicza leżał do 1945 roku poza granicami Polski |
| 16/3  | Jarocin – Miąskowo | lata 30. – 1952 (?)              | Zygmunt Jaworski, Alojzy Świkla, Wacław Pastwa, Mapa samochodowa Polski (stan dróg) na rok 1939/40, Warszawa: Tadeusz Musiał, 1939. Brak numerów stron w książce | odnoga drogi państwowej nr 16 |
| 22w   | Miąskowo – Miłosław – Września | lata 30. – 1952 (?)              | - Urząd Wojewódzki Poznański Wydział Pomiarów, Starostwo Średzkie – Referat Pomiarów: Powiat średzki : mapa administracyjna i komunikacyjna w skali 1:100.000. 1947. - Urząd Wojewódzki Poznański Wydział Pomiarów, Starostwo Wrzesińskie – Referat Pomiarów: Powiat wrzesiński : mapa administracyjna i komunikacyjna w skali 1:100.000. 1947. | - numeracja na podstawie materiałów źródłowych - nieznana data końcowa obowiązywania numeracji |
| 15w   | Września – Gniezno | lata 30. – 1952 (?)              | - Urząd Wojewódzki Poznański Wydział Pomiarów, Starostwo Wrzesińskie – Referat Pomiarów: Powiat wrzesiński : mapa administracyjna i komunikacyjna w skali 1:100.000. 1947. - Urząd Wojewódzki Poznański Wydział Pomiarów, Starostwo Gnieźnieńskie – Referat Pomiarów: Powiat gnieźnieński : mapa administracyjna i komunikacyjna w skali 1:100.000. 1947. | - numeracja na podstawie materiałów źródłowych - nieznana data końcowa obowiązywania numeracji |
| 17/6  | Gniezno – Strzelno – Inowrocław – Toruń | lata 30. – 1952 (?)              | - Zygmunt Jaworski, Alojzy Świkla, Wacław Pastwa, Mapa samochodowa Polski (stan dróg) na rok 1939/40, Warszawa: Tadeusz Musiał, 1939. Brak numerów stron w książce - Urząd Wojewódzki Poznański Wydział Pomiarów, Starostwo Gnieźnieńskie – Referat Pomiarów: Powiat gnieźnieński : mapa administracyjna i komunikacyjna w skali 1:100.000. 1947. | odnoga drogi państwowej nr 17 |
| 18    | Toruń – Kowalewo – Brodnica | lata 30. – 1952 (?)              | Zygmunt Jaworski, Alojzy Świkla, Wacław Pastwa, Mapa samochodowa Polski (stan dróg) na rok 1939/40, Warszawa: Tadeusz Musiał, 1939. Brak numerów stron w książce | droga państwowa |
| 1/5   | Brodnica – Nowe Miasto – Lubawa – Pomierki – granica państwowa | lata 30. – 1952 (?)              | Zygmunt Jaworski, Alojzy Świkla, Wacław Pastwa, Mapa samochodowa Polski (stan dróg) na rok 1939/40, Warszawa: Tadeusz Musiał, 1939. Brak numerów stron w książce | - odnoga drogi państwowej nr 1 - dalszy przebieg drogi do 1945 r. leżał poza granicami Polski |
| ?     | Trzebnica – Milicz – Krotoszyn – Jarocin | 1952 – lata 70.                  | - Mapa samochodowa Polski 1:1 000 , Warszawa: Państwowe Przedsiębiorstwo Wydawnictw Kartograficznych, 1962. Brak numerów stron w książce - Atlas samochodowy Polski 1:500 000. Wyd. IV. Warszawa: Państwowe Przedsiębiorstwo Wydawnictw Kartograficznych, 1965. Brak numerów stron w książce | - brak danych o numeracji - na mapach oznaczana jako droga drugorzędna |
| 38    | Jarocin – Miastkowo | 1952 – lata 70.                  | - Mapa samochodowa Polski 1:1 000 , Warszawa: Państwowe Przedsiębiorstwo Wydawnictw Kartograficznych, 1962. Brak numerów stron w książce - Atlas samochodowy Polski 1:500 000. Wyd. IV. Warszawa: Państwowe Przedsiębiorstwo Wydawnictw Kartograficznych, 1965. Brak numerów stron w książce | droga państwowa |
| ?     | Miastkowo – Września – Gniezno – Strzelno – Inowrocław – Gniewkowo – Toruń – Brodnica – Nowe Miasto Lubawskie – Ostróda                                                   | 1952 – lata 70.                  | - Mapa samochodowa Polski 1:1 000 , Warszawa: Państwowe Przedsiębiorstwo Wydawnictw Kartograficznych, 1962. Brak numerów stron w książce - Atlas samochodowy Polski 1:500 000. Wyd. IV. Warszawa: Państwowe Przedsiębiorstwo Wydawnictw Kartograficznych, 1965. Brak numerów stron w książce | - brak danych o numeracji - na mapach oznaczana jako droga drugorzędna |
| 6     | Trzebnica – Milicz – Krotoszyn | lata 70. – 1985                  | - Województwo wrocławskie - sieć dróg państwowych 1:300 000, Wrocław: Wojewódzki Zarząd Dróg Publicznych we Wrocławiu, 1970. Brak numerów stron w książce - Samochodowy atlas Polski 1:500 000. Wyd. V. Warszawa: Państwowe Przedsiębiorstwo Wydawnictw Kartograficznych, 1979. ISBN 83-7000-017-7. Brak numerów stron w książce | - droga państwowa - na mapie z 1970 roku oznaczona numerem x6, gdzie x mógł być wyróżnikiem ówczesnych tablic rejestracyjnych woj. wrocławskiego - po 1980 roku ponownie oznaczana jako droga drugorzędna |
| ?     | Krotoszyn – Jarocin | lata 70. – 1985                  | - Samochodowy atlas Polski 1:500 000. Wyd. V. Warszawa: Państwowe Przedsiębiorstwo Wydawnictw Kartograficznych, 1979. ISBN 83-7000-017-7. Brak numerów stron w książce - Samochodowy atlas Polski 1:500 000. Wyd. VI. Warszawa: Państwowe Przedsiębiorstwo Wydawnictw Kartograficznych, 1980. Brak numerów stron w książce | - droga państwowa - brak danych o numeracji przed 1985 |
| 38    | Jarocin – Miąskowo | lata 70. – 1985                  | - Województwa elbląskie, olsztyńskie – Mapa krajoznawczo-samochodowa 1:500 000, wyd. trzecie, Warszawa: Państwowe Przedsiębiorstwo Wydawnictw Kartograficznych, 1978. Brak numerów stron w książce - Samochodowy atlas Polski 1:500 000. Wyd. V. Warszawa: Państwowe Przedsiębiorstwo Wydawnictw Kartograficznych, 1979. ISBN 83-7000-017-7. Brak numerów stron w książce - Samochodowy atlas Polski 1:500 000. Wyd. VI. Warszawa: Państwowe Przedsiębiorstwo Wydawnictw Kartograficznych, 1980. Brak numerów stron w książce - Samochodowy atlas Polski 1:500 000, wyd. IX, Warszawa: Państwowe Przedsiębiorstwo Wydawnictw Kartograficznych, 1984. Brak numerów stron w książce - Samochodowy atlas Polski 1:500 000. Wyd. IX. Warszawa: Państwowe Przedsiębiorstwo Wydawnictw Kartograficznych, 1985. Brak numerów stron w książce - Hegi Gyula, Domokos György: EUROPE L'EUROPE EUROPA ЕВРОПА Road atlas Atlas Routier Autoatlas АТЛАС автомобильных дорог. Budapeszt: Cartographia Budapest, 1981. ISBN 963-350-412-0. Brak numerów stron w książce | Do lat 80. Miąskowo istniało pod nazwą Miastkowo |
| ?     | Miąskowo – Miłosław – Września – Gniezno | lata 70. – 1985                  | - Województwa elbląskie, olsztyńskie – Mapa krajoznawczo-samochodowa 1:500 000, wyd. trzecie, Warszawa: Państwowe Przedsiębiorstwo Wydawnictw Kartograficznych, 1978. Brak numerów stron w książce - Samochodowy atlas Polski 1:500 000. Wyd. V. Warszawa: Państwowe Przedsiębiorstwo Wydawnictw Kartograficznych, 1979. ISBN 83-7000-017-7. Brak numerów stron w książce - Samochodowy atlas Polski 1:500 000. Wyd. VI. Warszawa: Państwowe Przedsiębiorstwo Wydawnictw Kartograficznych, 1980. Brak numerów stron w książce - Samochodowy atlas Polski 1:500 000, wyd. IX, Warszawa: Państwowe Przedsiębiorstwo Wydawnictw Kartograficznych, 1984. Brak numerów stron w książce - Samochodowy atlas Polski 1:500 000. Wyd. IX. Warszawa: Państwowe Przedsiębiorstwo Wydawnictw Kartograficznych, 1985. Brak numerów stron w książce - Hegi Gyula, Domokos György: EUROPE L'EUROPE EUROPA ЕВРОПА Road atlas Atlas Routier Autoatlas АТЛАС автомобильных дорог. Budapeszt: Cartographia Budapest, 1981. ISBN 963-350-412-0. Brak numerów stron w książce | - nieznana numeracja przed 1985 - droga oznaczana na mapach jako droga drugorzędna |
| 165   | Gniezno – Strzelno – Inowrocław – Toruń | lata 70. – 1985                  | - Województwa elbląskie, olsztyńskie – Mapa krajoznawczo-samochodowa 1:500 000, wyd. trzecie, Warszawa: Państwowe Przedsiębiorstwo Wydawnictw Kartograficznych, 1978. Brak numerów stron w książce - Samochodowy atlas Polski 1:500 000. Wyd. V. Warszawa: Państwowe Przedsiębiorstwo Wydawnictw Kartograficznych, 1979. ISBN 83-7000-017-7. Brak numerów stron w książce - Samochodowy atlas Polski 1:500 000. Wyd. VI. Warszawa: Państwowe Przedsiębiorstwo Wydawnictw Kartograficznych, 1980. Brak numerów stron w książce - Samochodowy atlas Polski 1:500 000, wyd. IX, Warszawa: Państwowe Przedsiębiorstwo Wydawnictw Kartograficznych, 1984. Brak numerów stron w książce - Samochodowy atlas Polski 1:500 000. Wyd. IX. Warszawa: Państwowe Przedsiębiorstwo Wydawnictw Kartograficznych, 1985. Brak numerów stron w książce - Hegi Gyula, Domokos György: EUROPE L'EUROPE EUROPA ЕВРОПА Road atlas Atlas Routier Autoatlas АТЛАС автомобильных дорог. Budapeszt: Cartographia Budapest, 1981. ISBN 963-350-412-0. Brak numerów stron w książce | - droga państwowa - na całej długości dopuszczona do ruchu ciężkiego (do 10 ton na oś) |
| 170   | Toruń – Kowalewo Pomorskie – Brodnica – Brzozie Lubawskie – Nowe Miasto Lubawskie – Lubawa – Ostróda                                                                      | lata 70. – 1985                  | - Województwa elbląskie, olsztyńskie – Mapa krajoznawczo-samochodowa 1:500 000, wyd. trzecie, Warszawa: Państwowe Przedsiębiorstwo Wydawnictw Kartograficznych, 1978. Brak numerów stron w książce - Samochodowy atlas Polski 1:500 000. Wyd. V. Warszawa: Państwowe Przedsiębiorstwo Wydawnictw Kartograficznych, 1979. ISBN 83-7000-017-7. Brak numerów stron w książce - Samochodowy atlas Polski 1:500 000. Wyd. VI. Warszawa: Państwowe Przedsiębiorstwo Wydawnictw Kartograficznych, 1980. Brak numerów stron w książce - Samochodowy atlas Polski 1:500 000, wyd. IX, Warszawa: Państwowe Przedsiębiorstwo Wydawnictw Kartograficznych, 1984. Brak numerów stron w książce - Samochodowy atlas Polski 1:500 000. Wyd. IX. Warszawa: Państwowe Przedsiębiorstwo Wydawnictw Kartograficznych, 1985. Brak numerów stron w książce - Hegi Gyula, Domokos György: EUROPE L'EUROPE EUROPA ЕВРОПА Road atlas Atlas Routier Autoatlas АТЛАС автомобильных дорог. Budapeszt: Cartographia Budapest, 1981. ISBN 963-350-412-0. Brak numerów stron w książce | - droga państwowa - dopuszczona do ruchu ciężkiego (do 10 ton na oś) na odc.: 1. Toruń – Kowalewo Pomorskie 2. Brzozie Lubawskie – Ostróda                                                                |
| 440   | Trzebnica – Milicz – Krotoszyn – Jarocin | 1986 – 2000                      | - Uchwała nr 192 Rady Ministrów z dnia 2 grudnia 1985 r. w sprawie zaliczenia dróg do kategorii dróg krajowych (M.P. z 1986 r. nr 3, poz. 16) - Mapa samochodowa Polski 1:700 000, wyd. 1, Szczecin: Wydawnictwo Kartograficzne KOMPAS, 1996–1997, ISBN 83-904373-2-5. Brak numerów stron w książce - Mapa samochodowa Polski 1:700 000, wyd. II zmienione i poprawione, Szczecin: Wydawnictwo Kartograficzne KOMPAS, 1997–1998, ISBN 83-904373-3-3. Brak numerów stron w książce - Rozporządzenie Rady Ministrów z dnia 15 grudnia 1998 r. w sprawie ustalenia wykazu dróg krajowych i wojewódzkich (Dz.U. z 1998 r. nr 160, poz. 1071) – wykaz dróg krajowych przed rokiem 2000 | droga krajowa, dopuszczona do ruchu ciężkiego (do 10 ton na oś) |
| 42    | Jarocin – Miąskowo | 1986 – 2000                      | - Uchwała nr 192 Rady Ministrów z dnia 2 grudnia 1985 r. w sprawie zaliczenia dróg do kategorii dróg krajowych (M.P. z 1986 r. nr 3, poz. 16) - Mapa samochodowa Polski 1:700 000, wyd. 1, Szczecin: Wydawnictwo Kartograficzne KOMPAS, 1996–1997, ISBN 83-904373-2-5. Brak numerów stron w książce - Mapa samochodowa Polski 1:700 000, wyd. II zmienione i poprawione, Szczecin: Wydawnictwo Kartograficzne KOMPAS, 1997–1998, ISBN 83-904373-3-3. Brak numerów stron w książce - Rozporządzenie Rady Ministrów z dnia 15 grudnia 1998 r. w sprawie ustalenia wykazu dróg krajowych i wojewódzkich (Dz.U. z 1998 r. nr 160, poz. 1071) – wykaz dróg krajowych przed rokiem 2000 | odcinek wspólny; od 2000 roku jest to droga krajowa nr 11 |
| 259   | Miąskowo – Miłosław – Września – Gniezno | 1986 – 2000                      | - Uchwała nr 192 Rady Ministrów z dnia 2 grudnia 1985 r. w sprawie zaliczenia dróg do kategorii dróg krajowych (M.P. z 1986 r. nr 3, poz. 16) - Mapa samochodowa Polski 1:700 000, wyd. 1, Szczecin: Wydawnictwo Kartograficzne KOMPAS, 1996–1997, ISBN 83-904373-2-5. Brak numerów stron w książce - Mapa samochodowa Polski 1:700 000, wyd. II zmienione i poprawione, Szczecin: Wydawnictwo Kartograficzne KOMPAS, 1997–1998, ISBN 83-904373-3-3. Brak numerów stron w książce - Rozporządzenie Rady Ministrów z dnia 15 grudnia 1998 r. w sprawie ustalenia wykazu dróg krajowych i wojewódzkich (Dz.U. z 1998 r. nr 160, poz. 1071) – wykaz dróg krajowych przed rokiem 2000 | droga krajowa, na odcinku Września – Gniezno dopuszczona do ruchu ciężkiego (do 10 ton na oś) |
| 256   | Gniezno – Strzelno | 1986 – 2000                      | - Uchwała nr 192 Rady Ministrów z dnia 2 grudnia 1985 r. w sprawie zaliczenia dróg do kategorii dróg krajowych (M.P. z 1986 r. nr 3, poz. 16) - Mapa samochodowa Polski 1:700 000, wyd. 1, Szczecin: Wydawnictwo Kartograficzne KOMPAS, 1996–1997, ISBN 83-904373-2-5. Brak numerów stron w książce - Mapa samochodowa Polski 1:700 000, wyd. II zmienione i poprawione, Szczecin: Wydawnictwo Kartograficzne KOMPAS, 1997–1998, ISBN 83-904373-3-3. Brak numerów stron w książce - Rozporządzenie Rady Ministrów z dnia 15 grudnia 1998 r. w sprawie ustalenia wykazu dróg krajowych i wojewódzkich (Dz.U. z 1998 r. nr 160, poz. 1071) – wykaz dróg krajowych przed rokiem 2000 | droga krajowa, na całej długości dopuszczona do ruchu ciężkiego (do 10 ton na oś) |
| 25    | Strzelno – Inowrocław | 1986 – 2000                      | - Uchwała nr 192 Rady Ministrów z dnia 2 grudnia 1985 r. w sprawie zaliczenia dróg do kategorii dróg krajowych (M.P. z 1986 r. nr 3, poz. 16) - Mapa samochodowa Polski 1:700 000, wyd. 1, Szczecin: Wydawnictwo Kartograficzne KOMPAS, 1996–1997, ISBN 83-904373-2-5. Brak numerów stron w książce - Mapa samochodowa Polski 1:700 000, wyd. II zmienione i poprawione, Szczecin: Wydawnictwo Kartograficzne KOMPAS, 1997–1998, ISBN 83-904373-3-3. Brak numerów stron w książce - Rozporządzenie Rady Ministrów z dnia 15 grudnia 1998 r. w sprawie ustalenia wykazu dróg krajowych i wojewódzkich (Dz.U. z 1998 r. nr 160, poz. 1071) – wykaz dróg krajowych przed rokiem 2000 | odcinek wspólny |
| 52    | Inowrocław – Toruń – Brodnica – Nowe Miasto Lubawskie – Lubawa – Ostróda                                                                                                  | 1986 – 2000                      | - Uchwała nr 192 Rady Ministrów z dnia 2 grudnia 1985 r. w sprawie zaliczenia dróg do kategorii dróg krajowych (M.P. z 1986 r. nr 3, poz. 16) - Mapa samochodowa Polski 1:700 000, wyd. 1, Szczecin: Wydawnictwo Kartograficzne KOMPAS, 1996–1997, ISBN 83-904373-2-5. Brak numerów stron w książce - Mapa samochodowa Polski 1:700 000, wyd. II zmienione i poprawione, Szczecin: Wydawnictwo Kartograficzne KOMPAS, 1997–1998, ISBN 83-904373-3-3. Brak numerów stron w książce - Rozporządzenie Rady Ministrów z dnia 15 grudnia 1998 r. w sprawie ustalenia wykazu dróg krajowych i wojewódzkich (Dz.U. z 1998 r. nr 160, poz. 1071) – wykaz dróg krajowych przed rokiem 2000 | |
| 15    | Trzebnica – Milicz – Krotoszyn – Jarocin – Miąskowo – Miłosław – Września – Gniezno – Trzemeszno – Wylatowo – Strzelno – Inowrocław – Toruń – Brodnica – Lubawa – Ostróda | od 2000, z późniejszymi zmianami | - Zarządzenie nr 6 Generalnego Dyrektora Dróg Publicznych z dnia 9 maja 2000 r. w sprawie nowych numerów dróg krajowych, Rzeczpospolita, 4 lipca 2000. Brak numerów stron w książce - Mapa samochodowa Polski 1:700 000, wyd. XXVII, Dom Wydawniczy PWN, 2016, ISBN 978-83-7705-942-5. Brak numerów stron w książce | lokalne zmiany przebiegu: - obwodnica Inowrocławia (wspólna z drogą krajową nr 25) |

## Dopuszczalny nacisk na oś
Od 13 marca 2021 roku na drodze dozwolony jest ruch pojazdów o nacisku pojedynczej osi do 11,5 tony.

### Do 13 marca 2021
Wcześniej na drodze krajowej nr 15 obowiązywały ograniczenia dopuszczalnego nacisku pojedynczej osi:
| Znak                                        | Dopuszczalny nacisk | Lata obowiązywania | Odcinek |
| ------------------------------------------- | --- | ------------------ | --- |
| Tabliczka DK15 z biało-czarnym obramowaniem | --> style="background: #ffffdd; color: black; text-align: center" class="table-partial notheme mw-no-invert" \| do 10 ton | 2005–2010          | Trzebnica – Milicz – Krotoszyn – Jarocin – Miąskowo – Miłosław – Września – Gniezno – Trzemeszno – Wylatowo – Strzelno – Inowrocław – Toruń – Brodnica – Lubawa – Ostróda                                                                               |
| Tabliczka DK15 z biało-czarnym obramowaniem | --> style="background: #ffffdd; color: black; text-align: center" class="table-partial notheme mw-no-invert" \| do 10 ton | 2010–2015          | Trzebnica () – Milicz – Krotoszyn – Jarocin – Miąskowo – Miłosław – Września – Gniezno – Trzemeszno – Wylatowo – Strzelno – Inowrocław – Toruń – Brodnica – Lubawa – Ostróda ()                                                                         |
| Tabliczka DK15 z biało-czarnym obramowaniem | --> style="background: #ffffdd; color: black; text-align: center" class="table-partial notheme mw-no-invert" \| do 10 ton | 2015–2017          | - Trzebnica () – Milicz – Krotoszyn – Jarocin – Miąskowo – Miłosław – Września – Gniezno ( – ul. Poznańska) - Gniezno ( – ul. Trasa Zjazdu Gnieźnieńskiego) – Trzemeszno – Wylatowo – Strzelno – Inowrocław – Toruń – Brodnica – Lubawa – Ostróda ()    |
| Tabliczka DK15 z biało-czarnym obramowaniem | --> style="background: #ffffdd; color: black; text-align: center" class="table-partial notheme mw-no-invert" \| do 10 ton | 2017–2021          | - Trzebnica () – Milicz – Krotoszyn – Jarocin () - Miąskowo () – Miłosław – Września () - Września () – Gniezno ( – ul. Poznańska) - Gniezno ( – ul. Trasa Zjazdu Gnieźnieńskiego) – Trzemeszno – Wylatowo – Strzelno – Inowrocław – Toruń – Gronowo () |

Do połowy lat 2000. największy dopuszczalny nacisk na pojedynczą oś wynosił 8 ton, wynikający z ówcześnie obowiązujących aktów prawnych.

## Większe miejscowości na trasie 15
- Trzebnica (droga ekspresowa S5)
- Milicz
- Zduny – planowana obwodnica (2022–2025)
- Krotoszyn (droga krajowa nr 36) – planowana obwodnica (2022–2025)
- Koźmin Wielkopolski – planowana obwodnica (2020–2022[11])
- Jarocin (droga krajowa nr 11, nr 12 – obwodnica częściowo w ramach S11
- Miłosław
- Września (droga A2, 92) – wschodnia obwodnica[12][13], od 1 stycznia 2022 roku w ciągu DK15[14]
- Gniezno – obwodnica
- Trzemeszno – obwodnica
- Strzelno (droga krajowa nr 25, 62)
- Inowrocław (droga krajowa nr 25) – obwodnica
- Gniewkowo
- Toruń (droga A1, 80, 91)
- Kowalewo Pomorskie
- Brodnica – obwodnica śródmiejska[15]
- Nowe Miasto Lubawskie – obwodnica. 30 września 2015 r. ogłoszono przetarg ograniczony na projekt i budowę obwodnicy klasy GP o przekroju 2+1 i długości około 18 km[16]. Dnia 6.04.2017r. wydano decyzję o zezwoleniu na realizację inwestycji drogowej ZnRID[17]. Dnia 15.09.2016 r. ruszył II etap przetargu[18]. 08.05.2017 złożono czternaście ofert cenowych. a z najniższą ceną należała do konsorcjum, którego liderem jest Trakcja PRKiI. Opiewała na 269,1 mln zł. Oferta najdroższa, złożona przez konsorcjum z Przedsiębiorstwem Budowy Dróg i Mostów z Mińska Mazowieckiego, była warta 496,7 mln zł. GDDKIA planował wydać na realizację zadania 429,9 mln zł. W tej kwocie nie zmieściła się tylko najdroższa oferta. W sumie 5 ofert opiewało na kwotę poniżej 300 mln zł, a 8 zawierało się w przedziale między 300 a 400 mln[19]. 28.09.2017 r. wybrano najkorzystniejszą ofertę PORR S.A.: 318 193 128,00 zł brutto[20][21].
- Lubawa
- Ornowo (droga krajowa nr 16)